# Binário emissor de raio X Be
Binário emissor de raio X Be ou simplesmente binário de raio X Be são uma classe de are a class of binários de alta massa de raio X que consiste de uma estrela Be e uma estrela de nêutrons. A estrela de nêutron está usualmente numa larga órbita altamente elíptica ao redor da estrela Be. O vento estelar Be forma um disco confindo ao plano frequentemente diferente do plano orbital da estrela de nêutrons. Quando a estrela de nêutrons passa através do disco Be, incrementa a quantidade de gás em um curto período de tempo. Quando tal gás cai na estrela de nêutrons, uma emissão brilhante de raio X é produzido.

## Origem das propriedades do  binário de raio X Be
Para compreender a origem, os pesquisadores compararam as propriedades orbitais dos binários de raios X Be simulados com os binários observados na Pequena Nuvem de Magalhães. A evolução desses sistemas estelares segue o caminho:
A princípio, duas estrelas se formam no sistema binário. A estrela mais massiva evolui mais rapidamente e se expande. Devido à proximidade entre as duas estrelas, a estrela massiva alimenta o material com a pequena estrela. Isso acontece até chegar a um ponto em que a estrela massiva libera quase toda a sua massa. Mas, por outro lado, a pequena estrela fica cheia e não aceita todo o material da outra estrela.
Nos binários de raios X Be, as "dietas" das estrelas são mais generosas do que os astrônomos supunham anteriormente. Consequentemente, estrelas bem alimentadas tornam-se massivas e giram rapidamente. Mais tarde, a maciça explode como uma supernova, deixando uma pequena estrela de nêutrons. Se as estrelas sobreviverem à explosão, elas formarão um sistema de raios X Be, com uma estrela de nêutrons orbitando uma estrela massiva e de rotação rápida.

## X Persei
X Persei é um sistema binário que contém uma variável γ Cassiopeiae e um pulsar. Possui um período relativamente longo e baixa excentricidade para esse tipo de binário, o que significa que a emissão de raios-X é persistente e geralmente não é fortemente variável. Alguns fortes raios X foram observados, presumivelmente relacionados a alterações no disco de acreção, mas nenhuma correlação foi encontrada com as fortes variações ópticas.